# Abbottina
Abbottina är ett släkte av fiskar som ingår i familjen karpfiskar.
Arter enligt Catalogue of Life och FishBase:
- Abbottina binhi
- Abbottina lalinensis
- Abbottina liaoningensis
- Abbottina obtusirostris
- Abbottina rivularis
- Abbottina springeri

## Bildgalleri

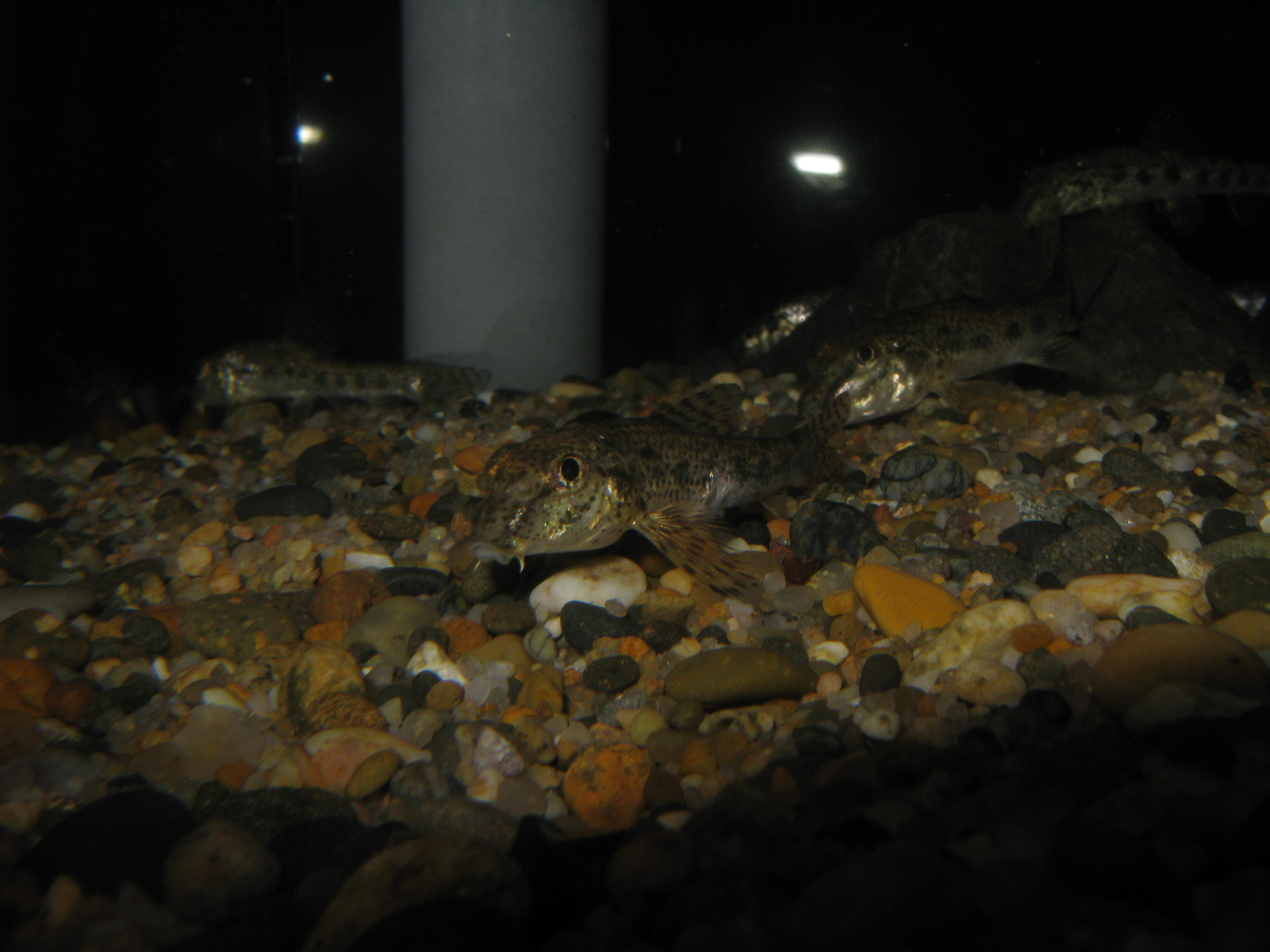
Abbottina rivularis
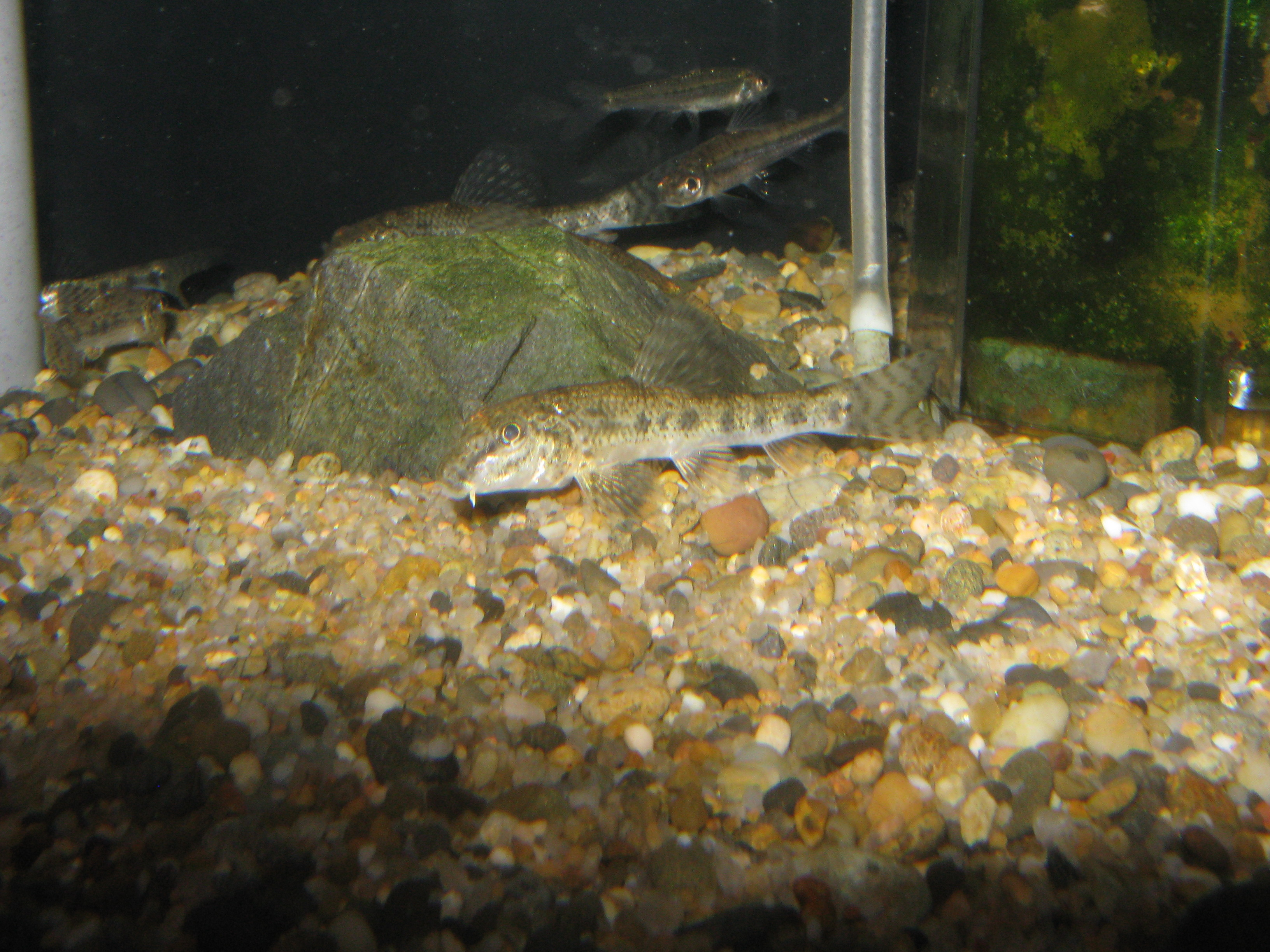
Abbottina rivularis